# قصعين أحمر النقط
قصعين أحمر النقط (الاسم العلمي:Salvia rubropunctata) هو نوع من النباتات يتبع جنس القصعين من الفصيلة الشفوية.